# Brecht Rodenburg
Engelbrecht „Brecht” Rodenburg (ur. 24 grudnia 1967 w Nieuwerkerk aan den IJssel) – holenderski siatkarz, złoty medalista igrzysk olimpijskich, medalista mistrzostw świata i mistrzostw Europy.

## Życiorys
Rodenburg grając w reprezentacji Holandii zdobył srebrne medale podczas mistrzostw Europy w 1994 na turnieju rozgrywanym w Finlandii i w 1993 w Grecji oraz podczas mistrzostw świata 1994 w Grecji. Reprezentował Holandię na Letnich Igrzyskach Olimpijskich 1996 w Atlancie. Wystąpił wówczas w jednym z pięciu meczów fazy grupowej, ćwierćfinale oraz w wygranym finale z Włochami.
W sezonie 1993/1994 grał w holenderskim klubie Rentokil ZVH, z którym dotarł do ćwierćfinału Puchar Europy Zdobywców Pucharów. Podczas igrzysk w Atlancie był zawodnikiem włoskiego Pallavolo Padwa. Od 1996 do 1998 grał w belgijskim Knack Roeselare, gdzie zdobył dwa wicemistrzostwa w Ereafdeling w zajął 2. miejsce w Puchar CEV 1998.